# František Chaun
František Chaun (26. ledna 1921 Kaplice – 30. prosince 1981 Praha) byl český hudební skladatel, klavírista, zpěvák, malíř a herec.

## Život
Po středoškolských studiích prožitých v Lounech vystudoval farmacii, ale celý život se zcela věnoval uměleckým aktivitám. Hudbu studoval soukromě u Jindřicha Felda a Klementa Slavického, ale jako ke všem svým ostatním činnostem k ní přistupoval jako samouk. Skladatelské dílo není příliš rozsáhlé, okolo třiceti skladeb. Pozoruhodná je jeho kafkovská trilogie pro orchestr: Proměna, Zámek, Proces z let 1964–1969. Vytvořil i několik skladeb pro magnetofonový pás (music for tape), které realizoval v pařížském studiu Acousti.
Jako malíř vytvořil stovky obrazů. Přátelil se s francouzským malířem Jeanem Dubuffetem s nímž ho spojoval společný výtvarný názor ve stylizovaném naivismu a primitivismu, který je znám pod názvem art brut. Dubuffetovi věnoval jednu ze svých skladeb Dvojkoncert pro housle, violoncello a komorní orchestr "Hommage a Dubuffet".
Jako herec byl proslulý zejména svými recesemi a kanadskými žertíky.
Jeho syn Igor Chaun (* 1963), filmový scenárista a režisér.

## Hudební dílo (výběr)
- Kafkovská trilogie: Proměna, Zámek, Proces (1964–1969) - tři skladby pro symfonický orchestr
- Trio pro klarinet, lesní roh a kontrabas (1965–1967)
- Hommage á Dubuffet, dvojkoncert pro housle, violoncello a komorní orchestr (1969)
- Duo pro violu a kontrabas (1970)
- Pět obrázků pro orchestr (1970)
- Písně na slova R. M. Rilka
- Co zpívávala babička, pásmo písniček pro ženský sbor